# Alexis Ubillús
Juan Alexis Ubillús Calmet, né à Lima au Pérou le 30 décembre 1972, est un footballeur péruvien qui jouait au poste de défenseur.

## Biographie

### Carrière en club
Alexis Ubillús a la particularité d'avoir joué pour les trois plus grands clubs du Pérou : Sporting Cristal (en 1992 et 1996), Universitario de Deportes (entre 1994 et 1995) et Alianza Lima (en 2001 et 2005). 
Sacré champion du Pérou à deux reprises en 1996 avec le Sporting Cristal puis en 2001 avec l'Alianza Lima, il joue avec ces trois clubs trois éditions de la Copa Libertadores, en 1994 avec l'Universitario (cinq matchs), 1996 avec le Sporting Cristal (deux matchs) et 2001 avec l'Alianza Lima (un match). Il dispute en outre quatre matchs de la Copa Merconorte 2001 avec ce dernier club.
Ubillús termine sa carrière en jouant pour l'Universidad César Vallejo de Trujillo entre 2005 et 2006.

### Carrière en équipe nationale
International péruvien, Alexis Ubillús reçoit 11 sélections entre 1994 et 2001. Il dispute notamment la Copa América 1995 en Uruguay.

## Palmarès
| Sporting Cristal - Championnat du Pérou (1) : - Champion : 1996. |  | Alianza Lima - Championnat du Pérou (1) : - Champion : 2001. |